# Djima Oyawolé
Djima Oyawolé (Tsévié, 18 oktober 1976) is een voormalig Togolees voetballer. Hij speelde als centrumspits of als rechtsbuiten. 

## Carrière
Oyawolé speelde tijdens zijn profcarrière voor de Franse teams FC Metz, FC Lorient, Troyes AC en CS Louhans-Cuiseaux alvorens in 2001 bij het Belgische KAA Gent terecht te komen. Daar beleefde hij de productiefste jaren uit zijn loopbaan en verwierf hij bekendheid nadat hij tweemaal wist te scoren met een omhaal in de wedstrijd tegen SK Lommel.
Na twee seizoenen in Gent besloot Oyawolé zijn carrière verder te zetten in China. Daar werd hij in 2004 kampioen met Shenzhen Xiangxue. In december 2005 werd zijn contract niet verlengd en na een halfjaar werkloos te zijn geweest, keerde hij in juli 2006 terug naar KAA Gent. Daar zou hij door blessureleed echter niet meer in actie komen en zijn loopbaan in 2007 op 31-jarige leeftijd beëindigen.

## Erelijst
- Shenzhen Xiangxue

Chinese Super League: 2004